# أفياء متغير
أفياء متغير أو أفياء متوج أو العقاب البازي المتغير (الاسم العلمي:Nisaetus cirrhatus)، كان يُصنف في السابق ضمن طيور جنس العقبان البازية النمطية (Spizaetus). هو طائر جارح من جنس أفياء وفصيلة البازية. أعطانه الهند (على حافة جبال الهيمالايا) وسريلانكا وإندونيسيا والفلبين.